# Antiphonos
Antiphonos  (en grec ancien : Ἀντίφονος , « pour se venger du sang) est un personnage légendaire de l'Iliade, prince de Troie. Fils du roi Priam et d'Hécube, il meurt lors de la Guerre de Troie aux côtés de ses frères Politès et Pammon, tués par Néoptolème, le fils d'Achille.